# Levers of Control
Die vier Levers of Control (englisch für Hebel der Steuerung) sind ein von Robert Simons in den 1990er Jahren entwickeltes theoretisches Rahmenmodell, welches das Zusammenwirken von Management-Steuerungssystemen beschreibt. Nach Simons (1995) hat das Management vier Hebel zur Umsetzung der Unternehmensstrategie, die jeweils durch spezifische Führungs- und Steuerungssysteme repräsentiert sind. Diese sind das diagnostische Steuerungssystem (Diagnostic-Control-System), das interaktive Steuerungssystem (Interactive-Control-System), das Abgrenzungssystem (Boundary-System) und das Wertesystem (Belief-System).

## Einführung und Definition
Die Levers of Control stellen ein Modell dar, welches aus den Management Control Systems (MCS) abgeleitet wurde. MCS ist ein weit gefasster Begriff, der die Verhaltenssteuerung oder verschiedene Steuerungshebel einschließt. Der Fokus liegt dabei auf der Ausführung von Prozessen und dem Ansprechen von Problemen in einer Organisation. Im Zentrum steht die Frage, ob die Mitarbeiter bereit sind, sich angemessen zu verhalten. Management Control Systems repräsentiert den Wunsch der Organisation, Ziele zu erreichen, indem sie Informationen bereitstellt, die für die Entscheidungsfindung, Planung und Leistungsbewertung nützlich sind.

## Geschichtlicher Hintergrund und praktische Relevanz
Im Jahr 1995 veröffentlichte Robert Simons sein Buch, in dem er sein Levers of Control-Framework vorstellte, das die Beziehung zwischen Kontrollsystemen und der Formulierung und Umsetzung von Unternehmensstrategien theoretisiert. In einem umfassenden Überblick über die empirische Literatur, die das LOC-Framework verwendet, stellen Martyn, Sweeney und Curtis (2016) fest, dass es häufig in Studien verwendet wird, die versuchen, die Elemente von Kontrollsystemen und deren Interaktion zu operationalisieren. Demnach gibt es viele frühere Studien, die MCS mit Hilfe von Simons (1995) Steuerungshebeln gemessen haben. Die meisten Studien über Management-Kontrollsysteme haben sich auf interaktive und diagnostische Steuerungssysteme konzentriert. Im Vergleich zu den anderen beiden wird bei der interaktiven und diagnostischen Steuerung mehr auf die Art und Weise geachtet, wie die Steuerung angewendet wird.

## Levers of Control

### Diagnostic-Control-System
Das Diagnistic-Control-System (dt. diagnostische Steuerung) ist der Standardeinsatz von Leistungskennzahlen und ist primär auf die Rückkopplungssteuerung ausgerichtet. Die Leistung wird anhand eines Ziels gemessen und das Management reagiert auf die Abweichungen. Diagnostische Steuerung bedeutet auch, dass die Leistung regelmäßig in formellen Besprechungen wie Vorstands-, Abteilungs- und Teambesprechungen überprüft wird. Es handelt sich um ein traditionelles Management-Kontrollsystem, welches zur Überwachung und Optimierung von Zielen und Ergebnissen eingesetzt wird: Budgets, Leistungsmanagement und -messung, Geschäftspläne, Bewertungsstandards, Anreizsysteme und Vergütungssysteme. Wenn Autoren von MCS sprechen, beziehen sie sich häufig nur auf das diagnostische Informationssystem. Es handelt sich um ein formales System organisatorischer Informationen, welches Ergebnisse überwacht und Abweichungen von erwarteten Leistungsstandards korrigiert. Um einen erfolgreichen Einsatz dieses Steuerungssystems zu gewährleisten, müssen die Schlüssel des Erfolges explizit formuliert werden, um die richtige Ergebnismessung festzulegen.

### Interactive-Control-System
Bei dem Interactive-Control-System (dt. interaktiven Steuerung) handelt es sich um einen Ansatz, mit dem Führungskräfte sinnvolle und zielgerichtete Gespräche quer durch das Unternehmen führen und auf allen Ebenen interagieren. Typischerweise wählen Unternehmen nur ein einzelnes spezifisches Thema, welches sie der interaktiven Steuerung unterziehen. Der Vorteil der Verwendung der interaktiven Steuerung auf diese Weise ist, dass sie einen echten Fokus auf ein einzelnes Problem schafft. Das bedeutet nicht, dass andere Probleme ignoriert werden (dafür gibt es die diagnostische Steuerung), aber ein Thema wird für besondere Aufmerksamkeit ausgewählt. Es bedeutet auch, dass die leitenden Angestellten mit einer einzigen Stimme sprechen, sie können nicht alle ihr eigenes Lieblingsthema haben. Außerdem ist es ein Kanal für Feedback und Lernen durch die kontinuierliche Hinterfragung, warum sich die Leistung bei dieser Maßnahme verbessert oder eben nicht. Eines der von Simons angeführten Beispiele war Pepsis Fokus auf den Marktanteil gegenüber Coca-Cola in den USA. Pepsis Ziel war es, den Marktanteil von Coca-Cola zu überholen, also war dies der Maßstab, der in jedem Meeting und in jedem Gespräch verwendet wurde. Manager konnten auf jeder Ebene im Unternehmen fragen, was mit dem Marktanteil geschah, wie dieser im Vergleich zu Coca-Cola war und warum die Veränderungen geschahen. Simons (1995) unterstreicht die Bedeutung des interaktiven Systems, das darauf abzielt, Antworten auf Managementelemente zu geben, die im zuvor entwickelten strategischen Planungsprozess nicht berücksichtigt wurden. Die interaktive Steuerung bezieht sich also darauf, dass die Manager die Mitarbeiter in die Entscheidungen einbezieht; der Schwerpunkt dieses Systems liegt auf den Aspekten der Steuerung, die nicht routinemäßig in Informationssystemen erscheinen.
Die vier Schlüsselelemente, die Steuerung interaktiv machen, sind:
- Ein wiederkehrendes Thema auf der Tagesordnung der höchsten Managementebene
- Regelmäßige Aufmerksamkeit des mittleren Managements auf dieses Thema
- Dieses Thema in persönlichen Treffen und Gesprächen interpretieren und diskutieren
- Das Thema ist Gegenstand ständiger Diskussion der Daten, Annahmen und Aktionspläne

### Boundary-System
Boundary-System (dt. Abgrenzungssysteme) geben eine Auskunft darüber, was ein Unternehmen nicht tun wird. Dies mag kontraintuitiv erscheinen, aber es ist ein Vorgehen, um die Organisation zu fokussieren und sicherzustellen, dass die Mitarbeiter keine Zeit damit verbringen, neue Möglichkeiten zu erforschen, die das Unternehmen niemals verfolgen wird. Ein Beispiel dafür war die Aussage von Bill Gates, was Microsoft nicht machen würde. Sie wollten nicht in Hardware und Computer einsteigen, sie wollten nicht in Telefonnetzwerke oder Beratung und Softwareintegration einsteigen. Boundary Controls sind ein zweischneidiges Schwert. Sie verhindern zwar, dass Mitarbeiter Zeit verschwenden, indem sie die Möglichkeiten zum Erkunden einschränken, aber wenn sie schlecht formuliert oder nicht überprüft werden, können sie die Schaffung neuer Wachstumsbereiche für das Unternehmen verhindern. Folglich müssen sich Unternehmen die Zeit nehmen, ihre Boundary-Systems zu durchdenken, bevor sie diese festlegen, da sie die Entwicklung lenken und bestimmte Wege blockieren können.

### Belief-System
Belief-Systems (dt. Glaubenssysteme) sind dazu da, die Vision, die Mission und die Werte des Unternehmens zu berichten. Auf diese Weise kommuniziert die Geschäftsleitung, was die Organisation zu erreichen versucht und wie sich der Einzelne verhalten soll, untereinander, gegenüber Kunden und Lieferanten und gegenüber der Gesellschaft insgesamt. Glaubenssysteme können sehr wirkungsvoll sein, wenn es darum geht, Menschen zu leiten und ihnen einen Sinn zu geben.

## Implikationen für die Praxis

### Diagnostic-Control-System und die Bedeutung für Unternehmen
Die Organisationen in der Einführungsphase durchlaufen ein unsicheres Umfeld, da sie versuchen, in neuen Märkten zu produzieren. Dies macht es für Organisationen schwierig, klare Ziele, Strategien und Erfolgsschlüssel festzulegen. Daher wird erwartet, dass ein diagnostischer Ansatz in der Einführungsphase nicht häufig verwendet wird. Wenn Organisationen in die Wachstumsphase übergehen, besteht die Gefahr, dass Mitarbeiter selbstständig handeln, da sie das Recht haben, Entscheidungen zu treffen. Der diagnostische Ansatz wird verwendet, um den Fortschritt der Zielerreichung zu verfolgen und die Ergebnisse zu überwachen. Daher kann dieser Ansatz dazu verwendet werden, unerwünschte Verhaltensweisen auf ein bestimmtes Maß zu beschränken, um die Organisationsziele zu erreichen. Außerdem erfordert der diagnostische Ansatz im Vergleich zu interaktiven Ansätzen nicht so viel Aufmerksamkeit des Managements. Während zum einen argumentiert wird, dass diagnostische Ansätze in Situationen, in denen die Umgebung stabil ist, effektiver sind, wird zum anderen erwähnt, dass der diagnostische Steuerungssystemansatz eine wichtige Rolle bei der Erreichung der organisatorischen Effizienz und der organisatorischen Ziele spielt. Darüber hinaus verfügt das Unternehmen im Reifegradstadium über einen stark strukturierten Kommunikationskanal, so dass die Verwendung eines diagnostischen Ansatzes angemessen ist.

### Interactive-Control-System und die Bedeutung für Unternehmen
Organisationen in der Einführungsphase haben eine zentralisierte Struktur und das Top-Management trifft alle wichtigen Entscheidungen. Organisationen in der Wachstumsphase benötigen möglicherweise weniger Informationsaustausch und Interaktion zwischen den Mitarbeitern. Gemäß dem Konzept der interaktiven Steuerung wird der interaktive Steuerungsansatz als ungeeignet für die Einführungsphase angesehen. In der Wachstumsphase ist ein interaktiver Steuerungsansatz, der sich auf die Interaktion und den laufenden Informationsaustausch zwischen verschiedenen Managementebenen konzentriert, sehr wichtig. Gemäß der Konzepttheorie ist die Wachstumsphase eine innovative Phase. Daher wird die Verwendung von interaktiven Ansätzen, die die Organisation dabei unterstützen, die Bildung und Zusammenarbeit von Wissen in der Organisation zu fördern, empfohlen. Wenn sich eine Organisation in der Reifephase befindet, bedeutet dies, dass sie sich in einer relativ stabilen Umgebung befindet. Daher haben Manager in Organisationen weniger häufig Diskussionen über eine instabile Umgebung. Aus diesem Grund wird erwartet, dass der interaktive Ansatz in einem niedrigeren Stadium als im Wachstumsstadium verwendet wird. Interaktive Ansätze sind für Organisationen bei Innovationen sehr nützlich. Daher wird erwartet, dass der interaktive Ansatz für Ebenen verwendet wird, die sich eher in der Wiederbelebungsphase als in der Reifephase befinden.

### Boundary-System und die Bedeutung für Unternehmen
Wenn sich Organisationen im Lebenszyklus der Einführung befinden, konzentrieren sie sich auf die Entwicklung und Innovation von Produktlinien. Organisationen neigen dazu, gegenüber Konkurrenten proaktiver zu sein, indem sie neue Produkte und Praktiken entwickeln, um Konkurrenten zu besiegen, was Organisationen ermutigt, große Risiken einzugehen. Auf der anderen Seite, wenn das Unternehmen Boundary-Controls verwendet, wird es ein System von politischen Grenzen und Richtlinien schaffen, um die Suche nach Chancen zu begrenzen. Boundary-Systems werden eingesetzt, um Risiken zu vermeiden, indem Grenzen gesetzt und Regeln durchgesetzt werden, wie z. B. Verhaltenskodex, Planungssysteme, Betriebsanweisungen. In der Wachstumsphase wird die Struktur komplexer und weniger zentralisiert. Daher benötigen die Organisationen die analytischen Fähigkeiten der Manager, um Entscheidungen zu treffen, da es mehr Faktoren gibt, die berücksichtigt werden müssen. Diese Situation bringt Risiken für die Organisation mit sich, z. B. dass Mitarbeiter sich nach ihren eigenen Interessen verhalten. Die Angestellten haben immer mehr Freiheiten, da die Entscheidungsfindung an sie delegiert wird. In der Wachstumsphase wird das Boundary-System genutzt, um den Personen in der Organisation einige Aktivitäten zu verbieten. Auch wenn eine Organisation ihre Mitarbeiter in der Wachstumsphase ermächtigen muss, bedeutet das nicht, dass die Organisation tun kann, was sie will. Es muss Richtlinien geben, die klar angeben, welche Art von Verhalten verboten ist und diese müssen von den leitenden Managern kommen, die dafür verantwortlich sind, die Art von dysfunktionalem Verhalten zu bestimmen, welches das Potenzial hat, der Organisation zu schaden. Die Verwendung des Boundary-Systems zeigt sich in der Reifephase auf einem niedrigeren Niveau als in der Wachstumsphase. Organisationen neigen dazu, in der Wiederbelebungsphase eine differenzierte Strategie zu implementieren, die mehr Kreativität im Wettbewerb erfordert. Dies steht im Einklang mit der Verwendung des Boundary-Ansatzes, da der Zweck des Boundary-Systems darin besteht, den Mitarbeitern die Freiheit zu geben, zu innovieren, zu erforschen, zu schaffen und bestimmte Standards zu erreichen.

### Belief-System und die Bedeutung für Unternehmen
Neu gegründete Unternehmen sind sowohl strukturell als auch finanziell instabil und der Entscheidungsprozess innerhalb des Unternehmens ist einfach und schnell, da der Eigentümer für alles verantwortlich ist. In dieser Phase gibt es noch kein formales System, das von den Managern verwendet wird, um die Kernwerte des Unternehmens zu definieren und an die Mitarbeiter zu kommunizieren. Glaubenskontrollsysteme, wie z. B. formale Werte, erscheinen für gewöhnlich in der Wachstumsphase nach der Einführung des Boundary-Systems. Die Vision des Unternehmensgründers kann dem Unternehmen helfen, schnelles Wachstum zu erreichen. Dies erfordert ein Belief-System, um die Mitarbeiter weiterhin zu motivieren, diese Wachstumsziele zu verfolgen. Das Belief-System kann verwendet werden, um eine Richtlinie in den Arbeitszielen zu etablieren, sowie das Verhalten der Mitarbeiter zu regulieren, die diese Ziele verfolgen. Organisationen in der Reifephase führen nicht viele große Innovationen durch. Daher wird die Verwendung von Glaubenssystemen in der Reifephase auf einem niedrigeren Niveau verwendet als in der Wachstumsphase. Außerdem ermutigt das Belief-Systeme die Führungskräfte, innovativer zu sein. Darüber hinaus sind Glaubenssysteme für Organisationen, die vor Veränderungen stehen, wichtig, um Kernvisionen und Werte zu kommunizieren. In diesem Zusammenhang sind formale Glaubenssysteme wie offizielle Missionen und Visionserklärungen vorteilhaft. Aus diesem Grund wird die Verwendung von Glaubenssystemen auf einer höheren Ebene des Lebenszyklus verwendet, die sich in der Phase der Reife und Wiederbelebung befinden.

## Rezension
Die Levers of Control tragen zu den Erkenntnissen bei, dass Steuerungssysteme voneinander abhängig sind und nicht unabhängig voneinander betrachtet werden sollten. Studien deuten darauf hin, dass es mehrere voneinander abhängige und komplementäre Beziehungen zwischen den Steuerungssystemen gibt. Die Levers of Control stehen mit vielen Vorteilen, aber auch mit Nachteile in Verbindung. In diesem Zusammenhang erweitern neuere Studien die Literatur und liefern Belege dafür, dass ein Steuerungssystem mit einem spezifischen Nutzen verbunden ist; die Kosten der Steuerung werden jedoch noch weitgehend ignoriert. Unternehmen konkurrieren mit komplexen, sich schnell ändernden und wissensintensiven Geschäftsmodellen, was dazu führt, dass die Rolle von Steuerungssystemen besser verstanden werden muss, um die Bedürfnisse des Managements besser erfüllen zu können. Ein Steuerungssystem kann demnach in verschiedenen Rollen funktionieren (z. B. interaktiv oder diagnostisch).
- Unterschiedliche Steuerungssysteme haben unterschiedliche Rollen bei der Steuerung der Organisation
- Diagnostische Steuerung kann sehr mechanisch und sogar destruktiv werden, wenn sie falsch eingesetzt wird
- Ein starkes Belief-System kann die Folgen von übermäßig eingesetzter diagnostischer Steuerung abmildern
- Interaktive Steuerung funktioniert gut, wenn es ein kohärentes Management-Team gibt
- Belief Systems funktionieren am besten, wenn das Management wirklich an die Werte des Unternehmens glaubt[11]

Bei der Untersuchung der Steuerungssysteme soll sich das Management auf das breitere Paket (alle Steuerungssysteme) konzentrieren, anstatt sich auf ein einzelnes Element wie Budgets zu fokussieren. Darüber hinaus liefert die Untersuchung von MCS als Paket zuverlässigere Ergebnisse als die Betrachtung der einzelnen MCS-Praktiken (Malmi & Brown 2008) und dieses Argument wird von Otley (2003) unterstützt, da die Betrachtung des Gesamtsystems im Sinne eines Pakets bessere Ergebnisse liefert. In diesem Zusammenhang stellen Mami und Brown (2008) MCS als eine Pakettypologie vor. Es wird davon ausgegangen, dass dieses Modell sehr umfassendere Ergebnisse liefert, weshalb dieses Modell zusätzlich oder auch alternativ zu den LOC betrachtet werden kann.